# نوایی محله
نوایی محله یک روستا در ایران است که در شهرستان فریدونکنار استان مازندران واقع شده‌است. نوایی محله ۱٬۰۲۴ نفر جمعیت دارد.

## جمعیت
این روستا در بخش دهفری قرار دارد و براساس سرشماری مرکز آمار ایران در سال ۱۳۸۵، جمعیت آن ۱۰۲۴ نفر (۲۹۱ خانوار) بوده‌است.